# Inhibin

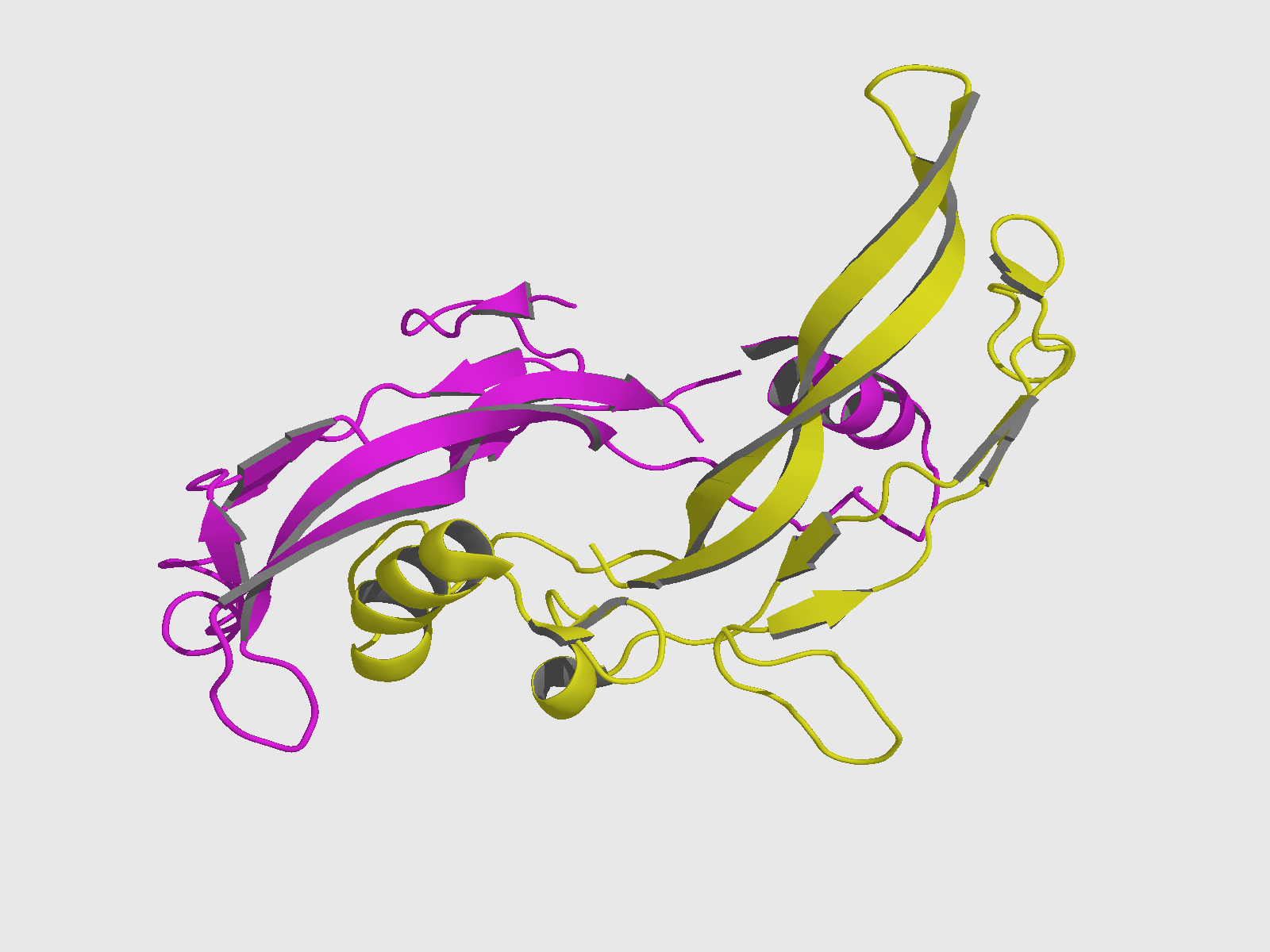
Inhibin Beta A-Kette (Dimer) Struktur von PDB 2ARV

Inhibin ist ein – im menschlichen Organismus – als Glykoprotein gebildetes Proteohormon, welches in den Sertolizellen der Hoden und in den Granulosazellen der Eierstöcke gebildet wird. Es reguliert die FSH-Freisetzung: Die Ausschüttung des Inhibins wird durch FSH stimuliert, gleichzeitig hemmt es dessen Freisetzung an der Hirnanhangdrüse. Namensgebend war die Inhibition der FSH-Bildung in der Hirnanhangdrüse. Die Substanz Inhibin wurde bereits von McCullagh 1932 postuliert, die Isolierung und Charakterisierung gelang aber erst 1985.
Inhibin besteht aus zwei Eiweißketten, einer Alpha- und eine Beta-Kette. Da es mehrere verschiedene Beta-Ketten (Beta-A und Beta-B) gibt, können mehrere verschiedene Inhibine gebildet werden: beispielsweise Inhibin A (aus einer Alpha- und einer Beta-A-Kette) oder Inhibin B (aus einer Alpha- und einer Beta-B-Kette). Inhibin A kommt vorwiegend in Eierstöcken, Inhibin B in Hoden vor (siehe oben).
Die für die Untereinheiten codierenden Gene sind INHA, INHBA, INHBB, INHBC und INHBE.
Als Besonderheit in der Gruppe der Eiweißhormone können sich auch zwei Beta-Ketten zusammenlagern und bilden dann ein Hormon namens Activin, welches im Gegensatz zum Inhibin das FSH nicht hemmt, sondern seine Freisetzung aus der Hirnanhangdrüse stimuliert. Je nach Kettenzusammensetzung gibt es folglich Activin A (zwei Beta-A-Ketten), Activin B (zwei Beta-B-Ketten) und Activin AB (Beta-A- und Beta-B-Kette). Die Erstbeschreibung erfolgte zeitgleich durch zwei Arbeitsgruppen, die in verschiedenen Stockwerken des Salk-Instituts in La Jolla, Kalifornien, arbeiteten und ihre Entdeckung in der gleichen Ausgabe der Zeitschrift Nature publizierten. Die Arbeitsgruppe von N. Ling prägte im zitierten Artikel den Begriff Activin wegen der FSH-stimulierenden Wirkung.
Neben den bekannteren Activin-Untereinheiten (Beta-Ketten), Activin beta A und Activin beta B wurden in Säugetieren noch 2 weitere Unterheiten (Activin beta C und Activin beta E) beschrieben, welche sowohl Homo- als auch Heterodimere bilden können. Ihre physiologische Funktion ist noch weitgehend ungeklärt. Im Xenopus laevis wurde außerdem noch Activin beta D beschrieben.
Daneben werden Hormone aus der Gruppe der Inhibine ebenso in anderen tierischen wie auch pflanzlichen Organismen gebildet. Wegen der hohen Konservierung zwischen den Spezies ist anzunehmen, dass Inhibin und Activin wichtige Hormone nicht nur für die Sexualfunktion sind. Sie spielen unter anderem auch eine Rolle in der Zellteilung von Xenopus laevis.
Inhibin darf nicht mit den antimikrobiell wirksamen Inhibinen (u. a. im Honig) verwechselt werden.